# Hemileiocassis panjang
Hemileiocassis panjang är en fiskart som beskrevs av Ng och Lim 2000. Hemileiocassis panjang ingår i släktet Hemileiocassis och familjen Bagridae. Inga underarter finns listade i Catalogue of Life.